# Kamil Brabenec
Kamil Brabenec (* 17. května 1976 Brno) je český hokejový útočník, v současnosti[kdy?] trenér páté třídy v HC Kometa Brno.

## Rodina
Jeho otec Kamil Brabenec byl významný basketbalista (Basketbalista roku 1976), dlouholetý reprezentant Československa (1970–1987) a druhý nejlepší střelec v historii československé basketbalové ligy. Jeho sestra Andrea Brabencová (* 13. 3. 1974) je bývalou basketbalistkou a reprezentantkou České republiky. Jeho syn Jakub Brabenec (* 11. 9. 2003) je lední hokejista, který v úterý 18. února 2020 debutoval jako šestnáctiletý v nejvyšší soutěži. Ve 12. minutě první třetiny (ve svém třetím střídání) zaznamenal Jakub Brabenec svůj první extraligový gól, jímž otevřel skóre zápasu mezi domácí Kometou Brno a Mountfieldem Hradec Králové, v němž Brňané zvítězili 2:1. Jakub Brabenec se tak ve věku 16 let a 160 dní stal čtvrtým nejmladším střelcem v historii domácí nejvyšší soutěže (o 4. místo se dělí s Pavlem Zachou).

## Hráčská kariéra
Svou kariéru začínal v Kometě Brno, později odešel do Českých Budějovic, kde strávil 10 sezon. V sezoně 2008/2009 přestoupil zpět do Komety Brno. Po sezóně 2010/2011 oznámil konec kariéry a na dva měsíce se stal obchodním manažerem Komety, ovšem v červenci 2011 se rozhodl dále hrát a odešel do HKm Zvolen. V české extralize, kde hrál i za Plzeň a Vsetín, zaznamenal v 576 zápasech 257 bodů za 122 gólů a 135 přihrávek. Dvě sezony působil i ve švédské Lulee. V české reprezentaci odehrál 15 utkání. S týmem HKM Zvolen se stal mistrem Slovenské republiky 2012/2013, když ve finálové sérii s HC Košice (4:1 na zápasy) dosáhl 3 ze 4 vítězných branek.

## Kluby
- 1994/1995 HC Kometa Brno (1. liga)
- 1995/1996 HC Vajgar Jindřichův Hradec (1. liga)
- 1996/1997 HC České Budějovice (E)
- 1997/1998 HC České Budějovice (E), IHC KOMTERM Písek (1. liga)
- 1998/1999 HC České Budějovice (E), IHC KOMTERM Písek (1. liga)
- 1999/2000 HC České Budějovice (E)
- 2000/2001 HC České Budějovice (E)
- 2001/2002 HC České Budějovice (E), HC Keramika Plzeň (E)
- 2002/2003 Luleå HF (Elitserien)
- 2003/2004 Luleå HF (Elitserien)
- 2004/2005 HC Vsetín (E), HC České Budějovice (1. liga)
- 2005/2006 HC České Budějovice (E)
- 2006/2007 HC Mountfield (E)
- 2007/2008 HC Mountfield (E)
- 2008/2009 HC Kometa Brno (1. liga)
- 2009/2010 HC Kometa Brno (E)
- 2010/2011 HC Kometa Brno (E)
- 2011/2012 HKm Zvolen (E)
- 2012/2013 HKm Zvolen (E)
- 2013/2014 HKm Zvolen (E)
- 2014/2015 HKm Zvolen (E)
- 2015/2016 HKm Zvolen (E)
- 2016/2017 HC Mikron Nové Zámky (E)
- 2016/2017 HC Kometa Brno (E)